# The Tenderfoot Messenger
The Tenderfoot Messenger è un cortometraggio muto del 1910 scritto, prodotto e diretto da Gilbert M. 'Broncho Billy' Anderson, il cui nome (non confermato) appare tra gli interpreti.

## Produzione
Il film fu prodotto dalla Essanay Film Manufacturing Company. Venne girato a Los Gatos, in California.

## Distribuzione
Distribuito dalla General Film Company, il film - un cortometraggio di 303,88 metri - uscì nelle sale cinematografiche USA il 17 dicembre 1910.